# 西克拉克斯頓-高地 (華盛頓州)
西克拉克斯頓-高地（英文：West Clarkston-Highland），是美国华盛顿州阿索廷县下属的一個普查规定居民点，是刘易斯顿都會統計區的一部分。2010年美国人口普查時人口有2,265人。